# 镰座景天
镰座景天（学名：Sedum celiae）为景天科景天属的植物，是中国的特有植物。分布在中国大陆的四川、云南等地，生长于海拔2,600米至3,000米的地区，目前尚未由人工引种栽培。